# Ostomia

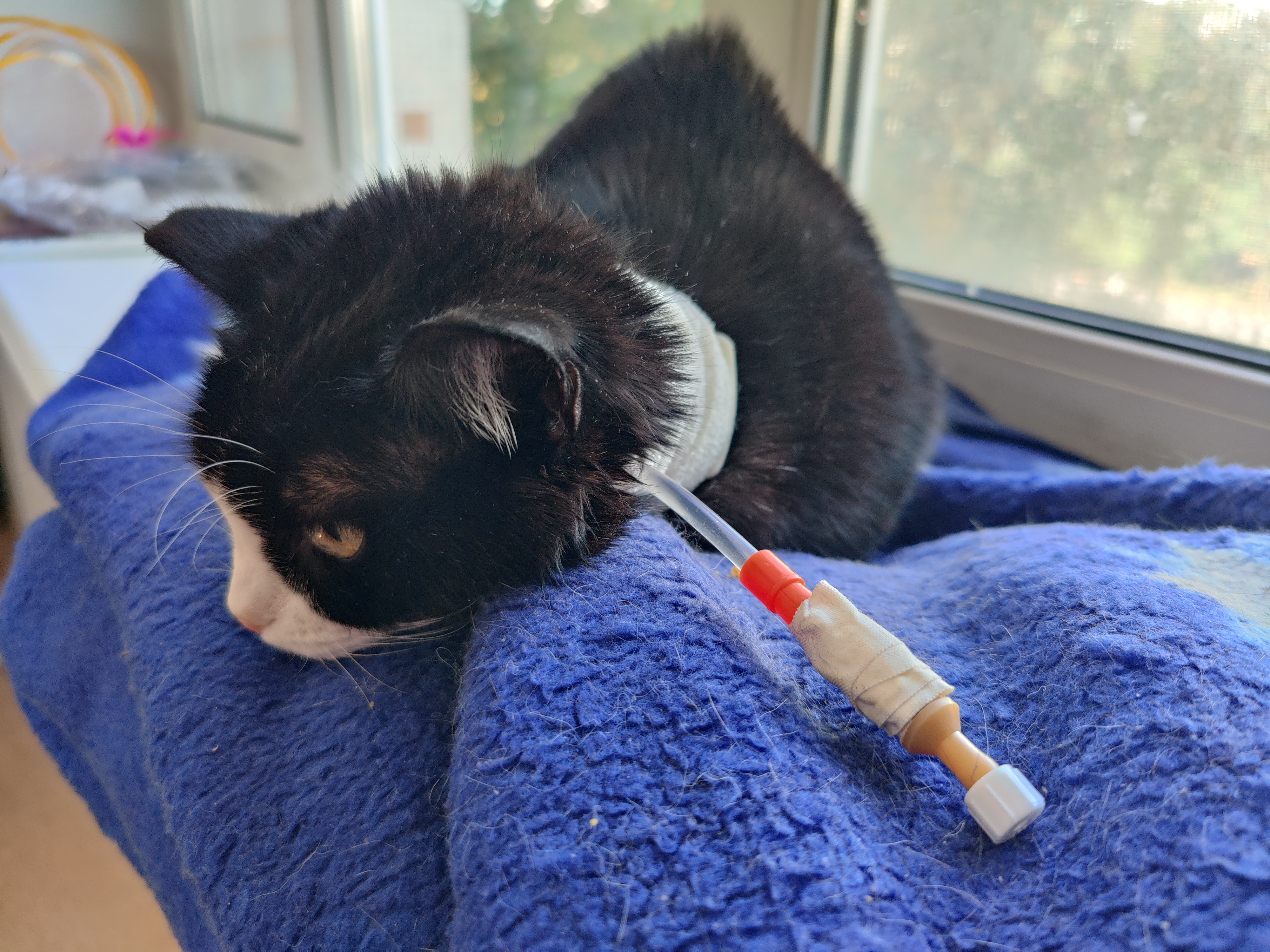

Ostomia, Estomia ou Estoma é um procedimento cirúrgico que consiste na abertura de um órgão oco como, por exemplo, algum trecho do tubo digestivo, do aparelho respiratório, urinário, criando uma comunicação com o meio externo, através de uma fístula, podendo ser temporária ou permanente/definitiva com a pessoa convivendo com ela durante sua vida toda. 
Conforme o local onde foi feito a ostomia dá-se um nome diferente, iniciado pelo nome do local e seguido do sufixo "-ostomia".

## Tipos
A designação do tipo de estomia é definida pelo tipo de órgão ou víscera que será exposto: colostomia (cólon), ileostomia (íleo), gastrostomia (estômago), nefrostomia (rim), ureterostomia (ureter), vesicostomia (bexiga), cistostomia (bexiga com uso de cateter) ou traqueostomia (traquéia), entre outras.
Como exemplo, a traqueostomia é aplicada a pacientes com dificuldades respiratórias, em que a traqueia é aberta abaixo do ponto congestionado e um tubo é inserido no local para permitir a entrada livre de ar.
Em casos de cancro do intestino ou outros problemas em que o intestino e o reto precisam ser parcial ou totalmente extraídos, faz-se um estoma ligando a extremidade do intestino preservado à pele. É normal, nesses casos, a aplicação de uma bolsa de ostomia para a recolha de fezes.

## Ligações exteriores
- Associação Portuguesa dos Ostomizados